# Pont-de-Barret
Pont-de-Barret település Franciaországban, Drôme megyében. Lakosainak száma 659 fő (2022. január 1.). Pont-de-Barret Charols, Eyzahut, Félines-sur-Rimandoule, Manas, Puy-Saint-Martin, Rochebaudin, Salettes és Soyans községekkel határos.

## Népesség
A település népességének változása:
| Lakosok száma | 431  | 385  | 453  | 531  | 643  | 671  | 670  | 672  | 668  | 659  |
|               | 1968 | 1982 | 1990 | 2006 | 2013 | 2015 | 2017 | 2019 | 2020 | 2022 |